# Sluzhenikinita
La sluzhenikinita és un mineral de la classe dels sulfurs. Rep el nom en honor de Sergey Fedorovich Sluzhenikin.

## Característiques
La sluzhenikinita és un sulfur de fórmula química Pd15(Sb7-xSnx). Va ser aprovada com a espècie vàlida per l'Associació Mineralògica Internacional l'any 2021, sent publicada l'any 2022. Cristal·litza en el sistema monoclínic.
Les mostres que van servir per a determinar l'espècie, el que es coneix com a material tipus, es troben conservades a les col·leccions del Museu d'Història Natural de Londres (Anglaterra), amb el número de registre: bm 2020,20, i a les col·leccions del Museu Mineralògic Fersmann, de l'Acadèmia de Ciències de Rússia, a Moscou (Rússia), amb el número de registre: 5691/1.

## Formació i jaciments
Va ser descoberta a la mina Oktyabrsky, situada dins el dipòsit de Cu-Ni de Talnakh, a la loclaitat de Norilsk (Krai de Krasnoiarsk, Rússia). Aquest indret és l'únic a tot el planeta on ha estat descrita aquesta espècie mineral.